# Рахамин Шекерджийски
Рахамин Даниел Шекереджийски е български фармацевт-технолог, професор в Медицинския университет в София, доктор на фармацевтичните науки. Разработил технологията за производство на множество лекарствени продукти в България и чужбина, основно твърди дозирани лекарствени форми.

## Биография
Роден е на 22 февруари 1934 г. в Дупница. Завършва фармация във Висшия медицински институт в София през 1956 г. и химия в Софийския университет през 1968 г.
Целият му професионален път като преподавател и учен преминава във Фармацевтичния факултет към Медицинския университет в София (1969-2004). 
Основава и ръководи катедра по „Промишлена фармация“ (1986-2002). 
Декан е на Фармацевтичния факултет към Медицинския университет в София (1996-2000). Заместник декани са: доц. Жасмина Тенчева (учебна дейност) и доц. Стефан Николов (научна дейност). В неговия мандат започват да се реконструират и обновяват научните и учебните лаборатории на факултета със съвременна техника и оборудване, от което те придобиват ултрамодерен за времето си вид, заради което дори няколко филмови продукции ги наемат като декор за филми със сцени от научни и криминалистични лаборатории. 
Под негово ръководство бурно се развива студенската дейност - основава се Българското студентско научно фармацевтично общество (БСНФО), започва провеждането на ежегодни Студентски научни сесии. Със съгласието на проф. Шекерджийски и понастояване на доц. Стефка Димитрова (фармацевтична ботаника) на БСНФО се предоставя споделен кабинет, а по негово лично решение - един от първите 4 компютръра във Фармацевтичния факултет. Студентите започват да пътуват за научни събития в чужбина и сами да посрещат чуждестранни студенти, гостуващи в София. През 1996 г. БСНФО става първата българска организация, член на Световната студентска фармацевтична федерация (IPSF), а  през 1999 година и член на Европейската студентска фармацевтична асоциация (EPSA). През 1998 година БСНФО получава подкрепата на деканското ръководство и печели домакинството за Втория Световен студентски научен конгрес по фармация, преведен през октомври 2000 г. в курортния комплекс Албена, България, на който участие вземат преподаватели и студенти от Европа, Азия, Африка и Северна Америка.
През 1997 година, по идея на проф. Шекерджийски, дипломирането на студентите по фармация става на тържествена церемония, за провеждането на която е привлечен спонсор в лицето на търговското представителство на SmithKline Beecham (по-късно: GSK). За церемонията доц. Светла Богданова (технология на лекарствата) съставя "Слово на завършващия фармацевт" - текст на клетвата, която фармацевтите полагат в деня на дипломирането си. От 2001 година тази церемония прераства в Тържествена абсолвентска церемония с тоги, като всичките (200 броя) тоги са поръчани, закупени и дарени на Фармацевтичния факултет при МУ-София от признателните студенти-членове на БСНФО.
Национален консултант по технология на лекарствените форми (1996-2000).
Директор на НПСК по фармация (по-късно: Унифарм – ЕАД, вече не съществува) (1991-1994).
Специализира в редица фармацевтични факултети и изследователски лаборатории (Гедеон Рихтер, Рьом фарма) в Будапеща, Братислава, Германия, Швеция и др.
Участва като ръководител в четири космически експерименти по програма Интеркосмос по проблема за изменение на вкусовите усещания при космически полети.
От 90-те години на 20-ти век се занимава интензивно с технология на производство на хранителните добавки. Негови продукти са тествани сред персонала на АЕЦ-Козлодуй и от членовете на Българските полярни научни експедиции на о. Ливингстън. 
Има над 100 научни публикации в България и в чужбина. Член е на авторски колектив на учебник „Технология на лекарствата“.
Заместник-председател е на Българска асоциация за фармацевтични технологии. Член е на Българска асоциация за лекарствена информация, Съюза на учените в България, Националния алианс „Живот за България“ и др.
Дарява родната си къща в Дупница на общината с желанието да бъде обявена за Музей на фармацията в Дупница и да се използва за научни цели от ученици, учени и специалисти в областта на фармацията.
Сега ръководи научно-производствената фирма „Натстим“.

## Приноси
Въвежда за първи път в България „Биофармацията“ като наука и практика, включително теста „скорост на разтваряне“ (dissolution test). Основен принос в създаването на лекарствени форми с модифицирано освобождаване.
Участва в разработването и внедряването на десетки препарати, предимно на базата на соли на аминокиселини (Паматон, Оксирич, Магнерич, Фероспартин, Калцирич) и полибактериални имуностимулатори (Респивакс, Уростим, Дентавакс, Фариностим, Респистим плюс) както и Пиримитин, Беналгин и др.

## Признание и награди
Номиниран е за фармацевт на България.
На 19 октомври 2006 г. е удостоен със званието почетен гражданин на Дупница.
По повод Деня на съсловната организация на магистър-фармацевтите в България – 10.02.2014, е награден със Златна значка и почетна грамота за „Особен принос към фармацевтичното съсловие“. През 2023 година е награден с орден „Стара планина“ I степен от президента Румен Радев.